# Мануйловский сельский совет (Козельщинский район)
Мануйловский сельский совет (укр. Мануйлівська сільська рада) — входит в состав
Козельщинского района
Полтавской области
Украины.
Административный центр сельского совета находится в 
с. Верхняя Мануйловка.

## Населённые пункты совета
- с. Верхняя Мануйловка
- с. Дьяченки
- с. Нижняя Мануйловка
- с. Харченки
- с. Цыбовка